# 大厄耶
大厄耶（法語：Heuilley-le-Grand，法語發音：[œjɛ lə ɡʁɑ̃]）是法国上马恩省的一个市镇，属于朗格勒区。

## 地理
大厄耶（47°45'15"N, 5°23'30"E）面积12.22 平方千米，位于法国大東部大區上马恩省，该省份为法国东北部内陆省份，北起马恩省和默兹省，西接奥布省，西南接科多尔省，东南接上索恩省，东临孚日省。
与大厄耶接壤的市镇（或旧市镇、城区）包括：沙西尼、努瓦当沙特努瓦、勒帕伊、帕莱瑟勒、里维耶尔勒布瓦、圣布鲁万勒布瓦、维奥洛、维勒居西安勒拉克。

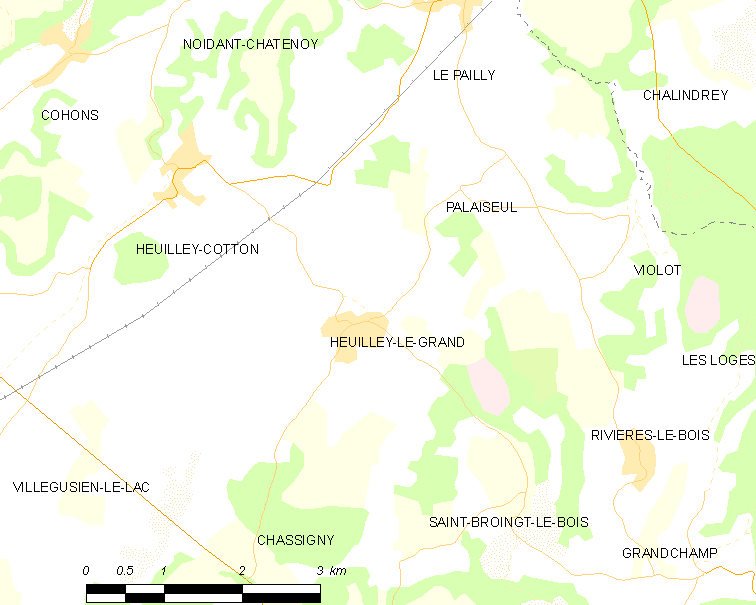
大厄耶的OSM定位图

大厄耶的时区为UTC+01:00、UTC+02:00（夏令时）。

## 行政
大厄耶的邮政编码为52600，INSEE市镇编码为52240。

## 政治
大厄耶所属的省级选区为沙兰德雷县。

## 人口

1962-2008年间大厄耶人口变化图示

大厄耶于2022年1月1日时的人口数量为190人。